# 来島新一
来島 新一（きじま しんいち、1887年（明治20年）12月20日 - 1949年（昭和24年）3月29日）は、大日本帝国陸軍軍人。最終階級は陸軍少将。

## 経歴
1887年（明治20年）に山口県で生まれた。陸軍士官学校第21期卒業。1936年（昭和11年）8月1日に陸軍歩兵大佐進級と同時に第7師団兵器部長に着任。1937年（昭和12年）11月に琿春駐屯歩兵隊長に転じ、1938年（昭和13年）10月に歩兵第87連隊長に就任した。
1939年（昭和14年）3月9日、陸軍少将進級と同時に第11軍兵器部長に着任。1940年（昭和15年）8月に支那派遣軍兵器部長に転じ、1941年（昭和16年）12月に津軽要塞司令官を経て、1943年（昭和18年）2月15日に小樽陸軍軍需輸送統制部長に就任した。3月1日に待命、3月2日に予備役に編入されたが、同年6月15日に兼北方軍司令部附に発令された。1945年（昭和20年）3月31日に山口連隊区司令官兼山口地区司令官に就任した。